# Cebus olivaceus
El mono capuchino  (Cebus olivaceus) es una especie de primate neotropical propio de las selvas de las Guayanas, el norte de Brasil, Colombia y Venezuela. Sus hábitos y alimentación son similares al de otras especies del género Cebus. En Venezuela se le conoce como mono capuchino, mono Pancho, maicero, chuco. 